# Ломиковський Василь Якович
Васи́ль Якович Ломико́вський (1778 чи 15 (26) січня 1777–1845) — український історик, етнограф, перекладач, лісівник та агроном, родом з Полтавщини, дворянин. Нащадок генерального обозного Івана Ломиковського, прихильника гетьмана Івана Мазепи, праправнук Данила Апостола.

## Життєпис
Закінчив Шляхетський кадетський корпус в Москві. Потім служив на військовій службі. На початку ХІХ століття вийшов у відставку в чині штабс-капітана і у 1809 році оселився у своєму миргородському хуторі Трудолюбі Полтавської губернії.
Приятель Василя Васильовича Капніста, Івана Романовича Мартоса та інших. Посідав поважне місце в масонських колах України. Помер бездітним у 1845 році.

## Етнограф
Був відомим дослідником української старовини. Займався збиранням рукописних українських літописів, книг, різного роду актів. Є автором:
- однієї з перших збірок українських дум («Запись малороссийских дум», 1803–1805),
- книги «О Малороссии. О древних обычаях малороссийских, о чинах и должностях, о службе воинской и гражданской, о чинах и должностях по алфавиту» (1808).

У сліпого кобзаря-сліпця Івана (кін. XVIII — поч. ХІХ ст..) в 1805 Василь Ломиковський записав 13 дум і 3 пісні («Дворянська жона», «Чечітка», «Попадя»). 
У 1808 році склав «Словарь малорусской страны», виданий лише наприкінці століття. Також збирав «Запасы для малороссийской истории», але перешкодою в цьому стало його знайомство з І. Р. Мартосом, котрий захопив його містикою. Рукописи Ломиковського збережені О. М. Лазаревським та передані ним до бібліотеки Київського університету.

## Лісовод
Зробив значний внесок у галузі розведення лісових і садових дерев, що було основним його заняттям під час життя на хуторі. В 1837 опублікував підсумки своїх праць у вигляді практичного керівництва під назвою «Разведение леса в сельце Трудолюбе», за що отримав золоту медаль від «Товариства для заохочення лісового господарства».